# Chilicola ashmeadi
Chilicola ashmeadi là một loài Hymenoptera trong họ Colletidae. Loài này được Crawford mô tả khoa học năm 1906.